# Stazione di Bengasi Centrale
La stazione di Bengasi Centrale era la principale stazione ferroviaria della città di Bengasi, capoluogo della Cirenaica, ai tempi del colonialismo italiano.
Era capolinea delle due linee ferroviarie che costituivano la rete della Cirenaica: la Bengasi-Barce e la Bengasi-Soluch.
La stazione fu aperta al traffico negli 1916; il fabbricato viaggiatori era gemello di quello della stazione di Tripoli Centrale.

### Fonti
- Guglielmo Narducci, La stazione ferroviaria di Bengasi, in Rivista mensile del Touring Club Italiano, 1916,  pp. 494-496. URL consultato l'8 gennaio 2015 (archiviato dall'url originale l'8 gennaio 2015).
- Stefano Maggi, Ferrovie e stazioni nelle colonie italiane, in Ezio Godoli e Antonietta Iolanda Lima (a cura di), Architettura ferroviaria in Italia. Novecento, Palermo, Dario Flaccovio, 2004, pp. 129–138, ISBN 88-7758-597-8.

### Testi di approfondimento
- A. Gullini, La stazione ferroviaria di Bengasi, in Rivista tecnica delle ferrovie italiane, maggio 1916.